# Laulan ma sind
Laulan ma sind är det andra studioalbumet från den estniska sångaren Ott Lepland. Albumet släpptes den 28 oktober 2011 och innehåller elva låtar. Fem av låtarna släpptes som singlar. En av dem är låten "Kuula" som Lepland vann Eesti Laul 2012 med och som därmed även var Estlands bidrag i Eurovision Song Contest 2012.
Förutom Lepland själv har även Aapo Ilves, Janno Reim, Jussi Nikula, Kaspar Kalluste, Laur Joamets, Maian Kärmas, Milos Rosas, Taavi Paomets, Tarvi Kullvarit och Tiit Kalluste varit med och skrivit låtarna på albumet.

## Låtlista
1. "Tunnen elus end" – 3:41
2. "Öö" – 3:42
3. "Laulan öösel" – 3:49
4. "Sa ju tead" – 4:13
5. "Kohtume jälle" – 3:42
6. "Ainult nii" – 3:37
7. "Kuula" – 4:21
8. "Leian tee" – 3:50
9. "Imede öö" – 3:19
10. "Talveuni" – 3:56
11. "Sinuni" (med Lenna Kuurmaa) – 4:10